# Entretela

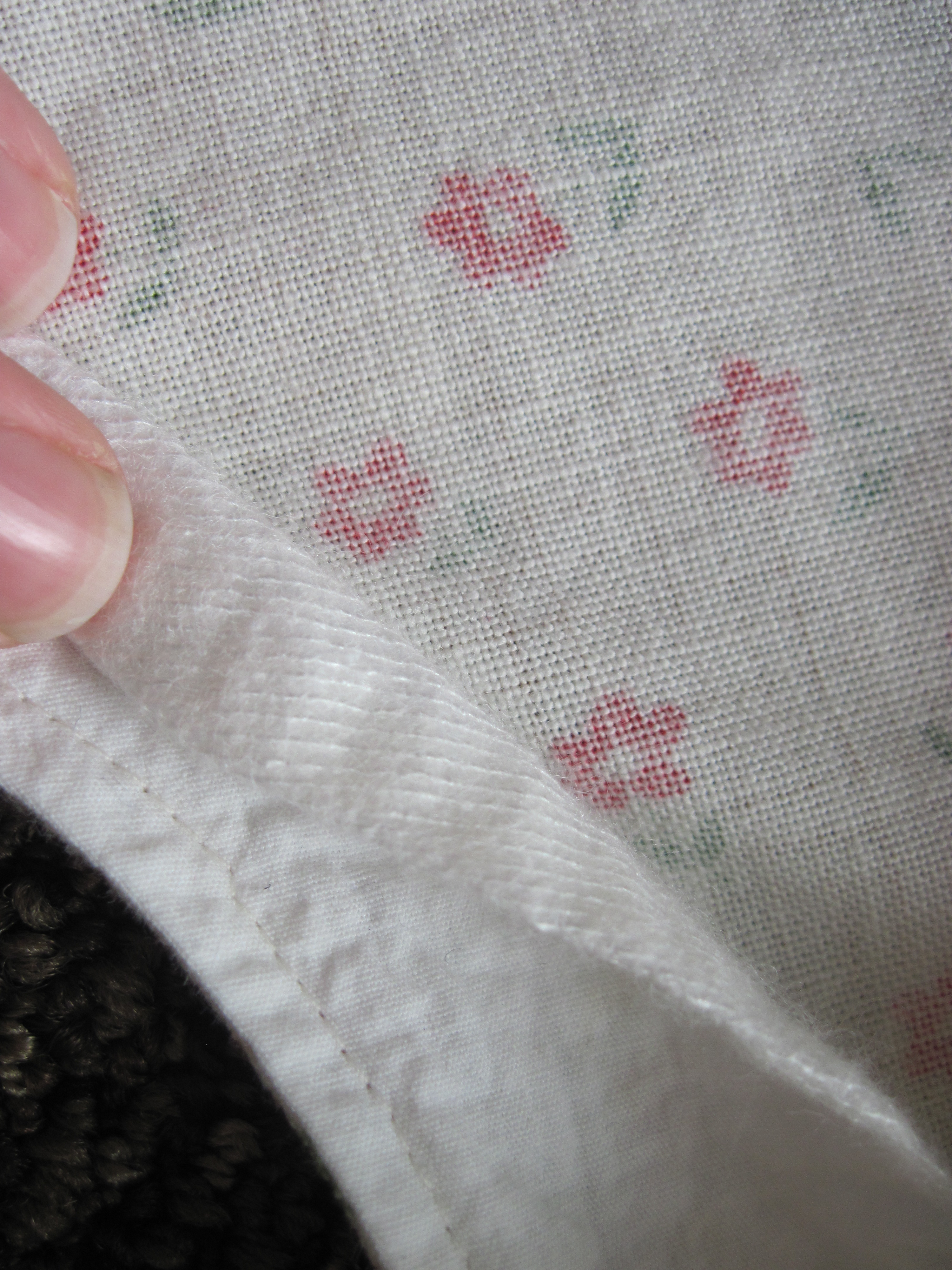
Entretela usada para reforçar uma bainha

Entretela é um tecido de algodão, engomado, geralmente de cor impecavelmente branca, podendo também ser de cor chumbo ou preta, destinado à confecção de colarinhos para camisas masculinas e femininas, entre outros como punho, aba de bolso e etc.
Pode ser usada para:
- endurecer ou adicionar corpo ao tecido, como a interface usada em colares camisa.
- fortalecer uma determinada área do tecido, por exemplo, onde serão bordados casas de botão.
- Manter os tecidos de fora de forma, particularmente tricô tecidos.

## História e características
Antigamente as entretelas eram engomadas com goma de farinha de amido e as costureiras colavam estas entretelas nos tecidos das camisas com o calor do ferro de passar roupa. Hoje as entretelas são feitas em maquinas sofisticadas e são utilizadas resinas termocolantes de alta qualidade que, a uma temperatura adequada, permitem a colagem perfeita no tecido que irá compor o colarinho da camisa. A colagem da entretela ao tecido da camisa é feito em máquinas que funcionam a temperaturas precisas e controladas, chamadas fusionadeiras.
As inovações nos diversos tipos de tecidos utilizados em camisaria exigiram a criação de novos tipos de entretela. Pode-se dizer que há atualmente duas subdivisões: as entretelas de tecido (algodão) sobre as quais a resina é aplicada pelo sistema de micropontos e que são destinadas às camisas de padrão mais sofisticado, e as entretelas de TNT (tecido não tecido) que permitem a aplicação pelo sistema de micropontos ou de spray, mais econômicas, destinadas às camisas de custo mais reduzido e às camisas pólo.
A qualidade da entretela é definida por alguns aspectos fundamentais: a cor, a uniformidade na aplicação de sua resina, a qualidade da colagem (que tem de ser perfeita e não pode apresentar bolhas) e a resistência às sucessivas lavagens. A entretela é normalmente vendida em rolos para os grandes fabricantes de camisas, que cortam o tecido com facas especiais de acordo com os modelos de sua linha de produção, ou, já cortadas no formato de colarinho.